# 1931 في تركيا
فيما يلي قوائم الأحداث التي وقعت خلال عام 1931 في تركيا.

## سياسة

### تعيين في المنصب
- 4 مايو – رفعت طوبجي أوغلي عضو في البرلمان التركي.
- 4 مايو – سميح رفعت بك الخروسجي عضو في البرلمان التركي.
- 4 مايو – محمد شاكر كسابير عضو في البرلمان التركي.

### انتهاء فترة المنصب
- 26 مارس – أحمد صدري خطوزة عضو في البرلمان التركي.
- 26 مارس – رفعت طوبجي أوغلي عضو في البرلمان التركي.
- 26 مارس – سميح رفعت بك الخروسجي عضو في البرلمان التركي.
- 26 مارس – محمد شاكر كسابير عضو في البرلمان التركي.

## مواليد

### يناير
- 1 يناير – جمال ثريا
- 1 يناير – رضا دوغان مصارع هاوي تركي.
- 12 يناير – ليلى أربيل كاتبة تركية.
- 14 يناير – شكري آرصوي لاعب كرة قدم تركي.

### يونيو
- 27 يونيو – ماجلي نويل

### أغسطس
- 6 أغسطس – كادري أيتاتش لاعب ومدرب كرة قدم تركي.

### نوفمبر
- 30 نوفمبر – أحمد بيرمان لاعب كرة قدم تركي.

### ديسمبر
- 6 ديسمبر – زكي موران موسيقي تركي.

## وفيات

### يناير
- 1 يناير – خليل خالد بك (مواليد 1869) رجل دولة عثماني.

### يونيو
- 4 يونيو – الحسين بن علي شريف مكة (مواليد 1853) ملك الحجاز.

### سبتمبر
- 15 سبتمبر – السلطانة سنيحة (مواليد 1852)

### أكتوبر
- 5 أكتوبر – سلمي رضا (مواليد 1872) صحفية تركية.

### ديسمبر
- 25 ديسمبر – محمد رؤف (مواليد 1875)